# Clara Maria Pope
Clara Maria Leigh, también conocida como Clara Maria Pope (Londres, 1767 - Londres, 24 de diciembre de 1838) fue una pintora, ilustradora y artista botánica británica.

## Trayectoria
Leigh fue la hija menor de Jared Leigh, médico y pintor de paisajes amateur, y bautizada el 12 de abril de 1767 en St Andrew by the Wardrobe. Leigh trabajó durante varios años como modelo para artistas, entre ellos el pintor y miembro de la Royal Academy of Arts, Francis Wheatley, que se convertiría en su esposo en 1788. Se casaron cuando Leigh tenía veinte años y tuvieron cuatro hijos.
Leigh comenzó pintando miniaturas y pinturas de flores al estilo holandés, con veintiocho años, en 1796, sus obras se empezaron a exhibir en la Royal Academy of Arts. Tras la muerte de su esposo, el 28 de junio de 1801, con treinta y tres años, comenzó a dar clases de dibujo y volvió a modelar para mantener a su familia. Leigh se convirtió en una consumada artista botánica de su época, su trabajo fue reconocido por su belleza y precisión, por el editor de la Botanical Magazine, Samuel Curtis. Creó importantes ilustraciones de tamaño completo para la revista y para otras obras de Curtis, como: Monograph on the Genus Camellia (1819) y Beauties of Flora (1806 y 1820). Leigh recibió apoyo en su trabajo por parte del arquitecto, Sir John Soane, quien le encargó la acuarela The Flowers of Shakespeare (1835), que muestra un busto del escritor, de la colección de Soane, rodeado de todas las flores mencionadas en las obras de Shakespeare. 
En 1808, Leigh se casó con el actor y pintor irlandés, Alexander Pope, convirtiéndose en su tercera esposa, a partir de este momento se le conocería también, como Clara Maria Pope. Leigh se dedicó a la enseñanza de la pintura, entre sus estudiantes se encontraron la princesa Sofía de Gloucester y otros miembros de la aristocracia británica. Pope siguió exhibiendo su trabajo en la Royal Academy of Arts, hasta que falleció en 1838 en la ciudad de Londres.

## Galería

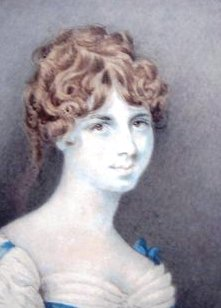
Clara Maria Pope, atribuido a Victorian School
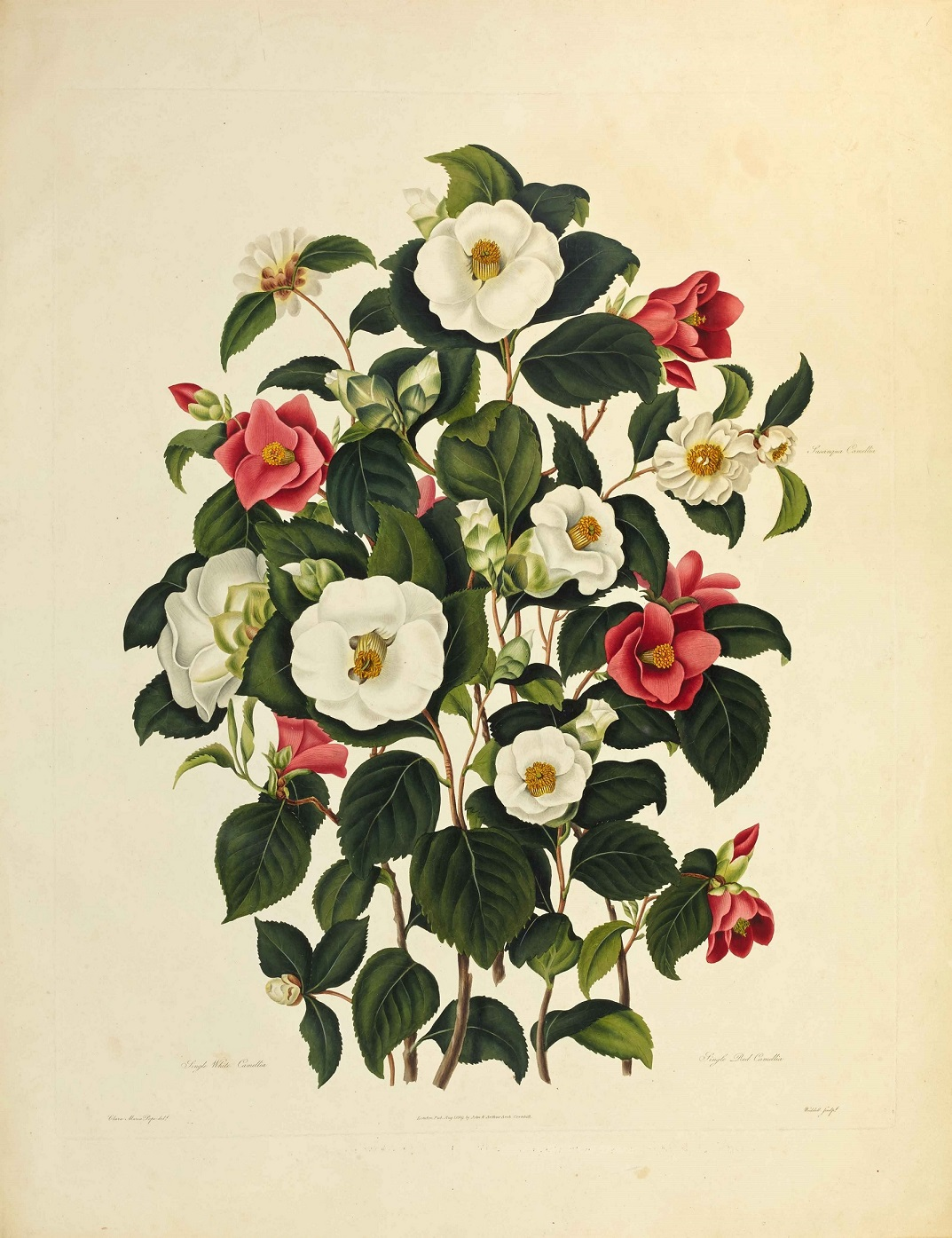
Ilustración de camellias, para Monograph on the Genus Camellia de Samuel Curtis (1819)